# Rozsohuvate, Ohtîrka
Rozsohuvate (în ucraineană Розсохувате) este un sat în comuna Hrincenkove din raionul Ohtîrka, regiunea Sumî, Ucraina.

## Demografie
Componența lingvistică a localității Rozsohuvate
     Ucraineană (100%)
Conform recensământului din 2001, toată populația localității Rozsohuvate era vorbitoare de ucraineană (100%).